# Marsdenia propinqua
Marsdenia propinqua är en oleanderväxtart som beskrevs av William Botting Hemsley. Marsdenia propinqua ingår i släktet Marsdenia och familjen oleanderväxter. Inga underarter finns listade i Catalogue of Life.